# PuTTY
PuTTY (/ˈpʌti/) és un emulador de terminal gratuït i de codi obert, consola serie i aplicació de transferència de fitxers de xarxa. Desenvolupat per Simon Tatham. Suporta diversos protocols de xarxa, incloent SCP, SSH, Telnet, rlogin i connexions amb TPC/IP en mode RAW. També pot connectar-se a un port sèrie. Inicialment va ser desenvolupat per funcionar sobre el sistema operatiu Microsoft Windows però actualment n'existeixen versions per diverses plataformes Unix i Linux, i també versions per Mac OS X, Symbian, Windows Mobile i Windows Phone.

## Característiques
PuTTY suporta moltes variacions en el terminal remot segur, i proporciona a l'usuari control sobre la clau de xifrat SSH i la versió del protocol, xifrat alternatiu com AES, 3DES, Arcfour, Blowfish, DES, i autenticació de clau pública. PuTTY suporta SSO a través de GSSAPI, incloent DLLs GSSAPI proporcionades per l'usuari. També pot emular seqüències de control des d'emulació de terminal Xterm, VT220, VT102 o ECMA-48, i permet el reenviament de port local, remot o dinàmic amb SSH (inclòs el reenviament X11). La capa de comunicació de xarxa suporta el protocol IPv6, i el protocol SSH suporta l'esquema de compressió retardada ZLIB (zlib@openssh.com).
PuTTY no suporta pestanyes de sessió directament, però hi ha moltes aplicacions basades en ell que si les suporten.

## Aplicacions
- PuTTY - clients Telnet i SSH-1 i SSH-2.[11]
- PSCP - un client SCP, per copia de fitxers segura per línia d'ordres.[11]
- PSFTP - un client SFTP, per sessions de transferència de fitxers generales com en FTP.[11]
- PuTTYtel - un client només de Telnet.[11]
- Plink - una eina de connexió de línia d'ordres, utilitzada per sessions no interactives.[11]
- Pageant - un agent d'autenticació SSH per a PuTTY, PSCP i Plink.[11]
- PuTTYgen - una utilitat de generació de claus RSA i DSA.[11][12]
- pterm - un emulador de terminal X.